# Jacques Yankel
Pour les articles homonymes, voir Yankel.
Jacques Yankel, pseudonyme de Jakob Kikoïne, né le 14 avril 1920 à Paris, mort le 2 avril 2020 à Aubenas (Ardèche) est un peintre, sculpteur et lithographe français de la seconde École de Paris.
Il est le fils du peintre Michel Kikoine (1892-1968).

## Biographie

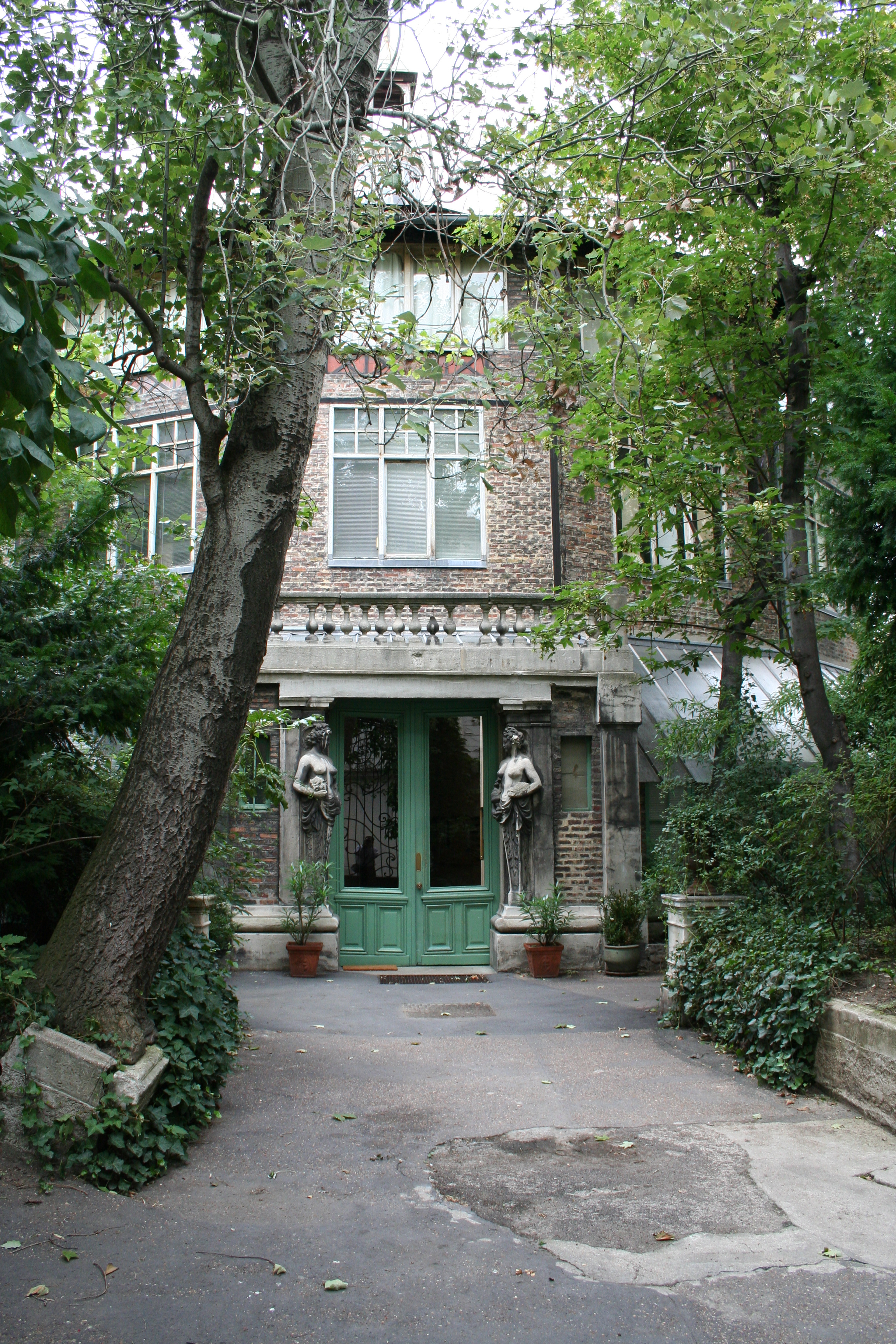
La Ruche, passage de Dantzig à Paris

Alors que, cinq ans après sa sœur Claire, il naît à l'hôpital Boucicaut à Paris du mariage de Michel Kikoïne et Rosa Bunimovitz - acceptant mal cette naissance, Kikoïne avait, en compagnie de Chaïm Soutine, fui a Cagnes-sur-Mer peu avant l'accouchement, abandon d'une durée d'un an que Rosa ne lui pardonnera pas malgré le sens paternel très développé qui suivra -, Jacques Yankel passe une jeune enfance précaire dans la cité d'artistes de la Ruche, au 2, passage de Dantzig dans le 15e arrondissement, qui est demeuré le lieu d'habitation de la famille Kikoïne de 1912 à 1926. Il y grandit entouré de sa famille et des œuvres d'art jusqu'à son entrée à la maternelle.
En 1926, Michel Kikoïne fait l'acquisition d'une maison à Annay-sur-Serein (par quoi Yankel demeurera lié au département de l'Yonne), puis en 1927 la famille quitte La Ruche pour s'installer à Montrouge (rue de Gentilly) - « mes mauvaises fréquentations rue de Gentilly auraient pu faire de moi un vrai malandrin » évoquera Yankel - avant de revenir  - « la misère a provoqué notre départ du bel atelier de la rue de Gentilly » se souviendra-t-il encore - dans le quartier Montparnasse (7, rue Brézin) en 1933.
Sa scolarité est déplorable et il sera refusé à l'École des arts appliqués et aux Beaux-Arts de Paris. Pendant la Seconde Guerre mondiale, il occupe des emplois temporaires en imprimerie et atelier de gravure. En 1941, il emménage à Toulouse, en zone libre, et devient assistant géologue. Il épouse Raymonde Jouve la même année, Michel et Rosa Kikoïne franchissant clandestinement et séparément la ligne de démarcation afin d'être présents. Il poursuit ses études et soutient brillamment un diplôme d'études supérieur en géologie à la faculté des sciences de Toulouse. En 1946, naît sa fille Dinah Kikoïne. Il participe épisodiquement en peintre amateur au groupe du Chariot avec les artistes Jean Hugon, Michel Goedgebuer, Bernard Pagès, Christian Schmidt, André-François Vernette et Jean Teulières.
En 1949, il est engagé par le ministère des Colonies pour la carte géologique de Gao-Tombouctou-Tabankort en Afrique-Occidentale française. De cet épisode, il gardera un goût certain pour l'art africain dont il deviendra un collectionneur. L'année suivante, il rencontre inopinément Simone de Beauvoir et Jean-Paul Sartre à Gao. Ce dernier l'encourage à se tourner vers la peinture.
En 1952, il retourne habiter à Paris, se réinstallant à La Ruche, et fait ses débuts de peintre à la galerie Lara Vinci, rue de Seine. En 1954, en parallèle de sa soutenance de thèse en géologie à la Sorbonne, il expose ses œuvres à Paris et Mulhouse. En 1955, il connaît ses premiers succès en tant qu'artiste. Il gagne le prix Neumann qu'il partage avec Réginald Pollack, le 1er prix de la Société des amateurs d'art, ainsi que le prix Fénéon, se resituant lui-même ainsi : « à Paris, l'époque est au misérabilisme et je suis misérabiliste comme mes amis d'alors, Orlando Pelayo, Jean Jansem, François Heaulmé... La nouvelle école de la Ruche est constituée de Paul Rebeyrolle, Simone Dat, Michel Thompson, Michel de Gallard, qui pratiquent un réalisme expressionniste influencé par Constant Permeke, Bernard Lorjou et Francis Gruber, et au fond assez voisin de notre travail de l'époque ».
De 1957 (année qu'il associe à sa première exposition à la galerie Romanet et à l'influence de Nicolas de Staël sur son œuvre) jusqu'à 1959, il continue d'exposer et voyage au Maghreb, aux Baléares, à Genève et en Israël. En 1960, il se marie avec Jacqueline Daneyrole à Labeaume où il élit domicile. De 1961 à 1965, il expose à Paris, en Israël et à Amsterdam. En 1966, sa mère Rose Kikoïne meurt. En 1967, il part précipitamment en Israël pour la guerre des Six Jours. Il débarque le sixième. Il s'engage volontairement au kibboutz Zikhron Yaakov et Maayan Zvi et y travaille trois mois.
Son père Michel Kikoine meurt en 1968, année où il est engagé comme professeur d'art plastique par des étudiants à l'École des beaux-arts de Paris afin de succéder à Raymond Legueult, démissionnaire. Installé au 3, rue de la Cité-Universitaire, il poursuivra jusqu'en 1985 cet enseignement que l'on associe historiquement à l'émergence du mouvement Vohou-vohou, parti d'une vague d'étudiants de l'Êcole des Beaux-Arts d'Abidjan venus poursuivre leurs études dans son atelier,,, pour être de novembre 1985 à janvier 1986 le commissaire de l'exposition Arts africains - Sculptures d'hier, peintures d'aujourd'hui organisée à l'initiative de l'A.D.E.I.A.O. au Musée des arts africains et océaniens de Paris.
Parallèlement, il continue à exposer durant les années 1970. En 1978, il participe à la réalisation des décors de la pièce Othello de Shakespeare montée par Georges Wilson. Il commence à travailler avec la galerie Yoshii à Tokyo et Paris.
En 1987, il se marie avec Lidia Syroka et expose à Anvers. Il effectue cette année-là la première donation de sa collection d'art naïf au Musée des arts naïfs et populaires de Noyers-sur-Serein. La seconde donation aura lieu en 2018.
En 2019, Jean-François Lacour, éditeur de Jacques Yankel, témoigne : « Il va avoir cent ans en avril 2020, et ce qui est étonnant, c'est sa jeunesse : il peint, il dessine et parle de l'art comme un enfant ».

## Périodes dans l'œuvre

### Les années 1970
Après la mort de son père, Jacques Yankel s'appuie sur la littérature dans le but de la transposer. Il s'inspire notamment de la Thora. Il peint aussi des galets incorporés à des dalles de ciment et exécute des projets destinés à l'architecture. De 1975 à 1980, il peaufine la courbe de son graphisme. Il joue des non-couleurs, tandis que sa peinture ne néglige ni la nature morte, ni les intérieurs aux fortes consonances et aux partages régulateurs[Quoi ?].

### Les années 1980
Il affermit dans son atelier ardéchois son goût pour les assemblages d'objet hétéroclites, communs ou non, sur papier ou sur toile. Entre 1985 et 1990, il insiste sur les virtualités du trait et leur étroite complicité avec les masses de couleur incisées de personnages linéaires.

### Les années 1990
Il expérimente sans relâche le champ opératoire qui s'offre à ses sens. Il peint dans l'urgence, à l'huile de préférence. « On vit et on peint sans savoir » énonce-t-il en conclusion de ses confidences dans la monographie de Raymond Laurent. Sa production est faite de reliquaires, d'assemblages et d'ex-voto. Il libère son imagination au travers d'objets prélevés au folklore artisanal, industriel ou urbain.

## Expositions

### Expositions personnelles
- Jacques Kikoïne - Gouaches, Galerie-librairie Club, Toulouse, 1947.
- Galerie Colline, Oran, 1953, 1955[17].
- Galerie Drouant-David, Paris, 1955.
- Galerie Motte, Genève, 1955.
- Galerie Seventy five, New York, 1955.
- Musée Sainte-Croix Poitiers, 1955.
- Galerie Romanet, Paris, 1957[18], 1958, 1962 (Paysages de Labeaume).
- Galerie Maurice Œuillet, Toulouse, 1957, 1964.
- Galerie Gérard Mourgue, Paris, 1957.
- Galerie Menuisement, Rouen, 1958.
- Galerie Monique de Groote, Bruxelles, 1958.
- Galerie Anne de Francony, Nice, 1958.
- Musée de l'Athénée, Genève, 1959, 1963.
- Galerie de Paris, Paris, 1960 (Ports de France, gouaches), 1963 (Paris la nuit).
- Galerie Lhote, Bordeaux (Marines, gouaches), 1961.
- Galerie Aktuaryus, Strasbourg, 1962.
- Galerie Droulez, Reims, 1964 (Marines).
- Galerie Six Sicote, Lille, 1965 (Cinq ans de peinture)
- The Art Gallery Hadassa "K", Tel Aviv, 1965 (Peintures 1960-1965).
- Bineth Gallery, Jérusalem, 1965.
- Galerie Contrastes, Bruxelles, 1966 (Contrastes).
- Galerie Khepri, Amsterdam, 1966 (Façades).
- Galerie Félix Vercel, 1967, New York, 1967 (De Paris à Jérusalem), 1968, 1970 (Hommage à mon père), 1971, 1972 (La Bible).
- Galerie Simone Boudet, Toulouse, 1967 (Carnaval), 1970 (Peintures récentes).
- Galerie Félix Vercel, Paris, 1969 (Hommage à mon père), 1970 (Variations sur un thème), 1973 (La Thora).
- Galerie Antanona, Caracas, 1971.
- Château de Laversine, Saint-Maximin (Oise) 1972, (La Thora).
- Galerie Yoshii, Paris, février-mars 1977 (Le Monde en noir et blanc), juin-juillet 1983 (Le désespoir du peintre), mai-juin 1986, janvier-février 1988, octobre 1990, novembre-décembre 1991, décembre 2000 - janvier 2001, décembre 2002 - janvier 2003, mars 2004, février-mars 2006, mars-avril 2010[19], mars-avril 2016.
- Musée Gauguin, Tahiti, 1986.
- Galerie Yoshii, Tokyo, 1991.
- Musée des arts naïfs et populaires, Noyers-sur-Serein, octobre-décembre 2003[20].
- L'atelier de Yankel, exposition temporaire, Musées de Béziers, Espace Riquet, Béziers, mars-mai 2013[21],[22].
- Yankel, l'Art de sûr-vivre, Laboule, juillet-août 2016[23].
- Cabinet de curiosités, une saison Yankel, exposition au Musée des Vans, sept.-déc. 2020, juin-déc. 2021.
- Yankel: incarner le vivant, Galerie Mirabilia, Lagorce, oct.-nov. 2020.

### Expositions collectives
- Aspects du réalisme, Musée de Mulhouse, 1952.
- Jean Jansem, Orlando Pelayo, Jacques Yankel, Galerie Pascaud-Suillerot, Paris, 1952.
- Jean Jansem, Jacques Yankel - Gouaches et dessins, Galerie Royale, Paris, 1953.
- Galerie Obelisk, Londres, 1954.
- Salon de la Jeune Peinture, Musée d'art moderne de la ville de Paris, 1954, 1955.
- Salon des peintres témoins de leur temps, Paris, Musée Galliera, 1954[24], 1955, 1956 (Portrait de Jean-Paul Sartre)[25],[26], puis jusqu'en 1982[27].
- Salon d'automne, Paris, 1954[28].
- Le Taureau, Galerie Breteau, Paris, 1955.
- La Jeune Peinture française en Allemagne, Offenbach-sur-le-Mein, 1955.
- Galerie Lara Vinci, Paris, 1955.
- Salon du dessin et de la peinture à l'eau, Musée d'art moderne de la ville de Paris, de 1955 à 1973.
- École de Paris, Galerie Charpentier, 1955, 1956.
- Le Chariot, Galerie Maurice Œuillet, Toulouse, 1956.
- Première Quadriennale de la peinture française en Suisse, Musée de l'Athénée, Genève, 1957.
- Maison de la pensée française, Paris, 1957 (Dix années de Prix Fénéon), 1961-1962 (Aquarelles et gouaches de maîtres contemporains).
- Femmes, Galerie R.G, Paris, 1957.
- Galerie Norval, Paris, 1957.
- Biennale de São Paulo, 1957.
- Biennale Jeune Peinture- Jeune Sculpture, pavillon de Marsan, Musée du Louvre, Paris, 1957.
- Salon de mai, Musée d'art moderne de la ville de Paris, 1957, 1959.
- Salon Comparaisons, Paris, de 1957 à 1973.
- Biennale de la Jeune Peinture contemporaine de Bruges, 1958.
- Yankel et Sinicki, Galerie Anne de Francony, Nice, 1958.
- Galerie Montmorency, Paris, 1958 (Synthèses), 1960 (Autour de La Ruche).
- Galerie Gérard Mourgue, Paris, 1958.
- Galerie d'art Decré, Nantes, 1959.
- "Le pétrole vu par 100 peintres", musée Galliera, Paris, 1959. Toile présentée : "Derrick de nuit".
- Aquarelles et dessins, Galerie Menuisement, Rouen, 1960.
- L'École de Paris, Galerie d'art Zeller, Tarbes, 1960.
- Salon Grands et jeunes d'aujourd'hui, Paris, 1960.
- Raoul Pradier, Jacques Yankel, Galerie Aktuaryus, Strasbourg, 1960.
- Cinq peintres à Venise, Galerie Romanet, 1960.
- Eugène Baboulène, Robert Humblot, Jacques Truphémus, Jacques Yankel, Musée d'Art et d'Archéologie de Valence, 1961.
- Jean-Marie Calmettes, Raoul Pradier, Jacques Yankel, Musée Despiau-Wlérick, Mont-de-Marsan, 1963.
- Salon de l'Union des arts plastiques, Musée de Saint-Denis, 1963.
- Huit peintres, un sculpteur, Galerie du Pont Neuf, Paris, 1963-1964.
- Festival international de la peinture contemporaine, bastion Saint-André, Antibes, 1964.
- Hommage au Salon d'automne, Galerie Wildenstein, New York, 1964.
- L'artiste et les grands travaux - Naissance de l'O.R.T.F., maison de l'O.R.T.F., Paris, 1965.
- Maison de la Culture du Havre, 1966.
- Biennale de Menton, 1967.
- Galerie Nichido, Tokyo, 1967.
- Salon d'art contemporain de Villejuif, 1966, 1967.
- 8e Salon d'art contemporain, Le Guilvinec, 1968.
- Cinq artistes d'aujourd'hui - David Lan-Bar, Goldkorn, Marek Halter, Lutka Pink, Jacques Yankel, Clubs culturel juifs, Paris, 1969.
- Art et prospective - Le paysage dans la peinture d'aujourd'hui, Maison de la Culture de L'Haÿ-les-Roses, 1971.
- Première exposition internationale des arts de Téhéran, Centre des expositions internationales de Téhéran, décembre 1974 - janvier 1975[29].
- Yankel, Chana Orloff, Kikoïne, Musée Bourdelle, Paris, 1988[30].
- Quatre peintres nés le même jour, 14 avril 1920 - Olivier Debré, Paul Philibert-Charrin, Quilici, Jacques Yankel, Capitale Galerie, Paris, 2003[31].
- La Ruche, cité des artistes, 1902-2009, palais Lumière, Évian-les-Bains, février-mai 2009[32].
- Trente artistes d'Ackerman à Yankel - Paul Ackerman, Yves Brayer, Rodolphe Caillaux, Jean Cluseau-Lanauve, Marcel Mouly, Robert Savary, Jacques Yankel..., Capitale Galerie, Paris, décembre 2011 - janvier 2012[33],[31].
- Un siècle d'art en Haute-Garonne (1880-1980), château de Laréole, mai-septembre 2014[34].

## Réception critique
- « Yankel aime le timbre des couleurs plus que leurs mélodies. Il en tire des accords qui provoquent de véritables secousses. Comme Igor Stravinsky pratiquant la musique à coups de cymbales, il pratique la peinture à coups de couleurs pures. Tous deux ont la même conception du raffinement. Ils savent que les sens réagiront avec d'autant plus de subtilité dans le grave qu'ils ont été plus éloignés de ce registre par l'aigu. Les larges teintes majeures de Yankél, et d'autres, mineures, plus ténues, accentuent la ressemblance avec une partition musicale. » - Gérard Mourgue[35]
- « Par son double caractère figuratif et non figuratif, l'œuvre de Yankel témoigne d'une tendance à l'éclectisme comparable à celle qu'au XVIIe siècle représentaient les Carrache. La tendance éclectique d'aujourd'hui, à laquelle participent des peintres plus âgés que Yankel, comme Alexandre Garbell, ou des peintres de son âge comme André Cottavoz, Gustav Bolin et Pierre Lesieur qu'il admire, s'inspire du style figuratif de Pierre Bonnard et Jean Pougny, d'une part, et, d'autre part, du style abstrait, de Roger Bissière notamment... "Il faut être banal" dit Yankel en citant André Gide. C'est pourquoi il préfère un modeste vase de fleurs devant une fenêtre aux objets d'art qui l'inspiraient à ses débuts. Au goût de la simplicité, il ajoute celui de la spontanéité. Grâce à un travail rapide, Yankel pense conserver dans ses toiles, qui réunissent les deux tendances de l'art contemporain, toute la fraîcheur qui caractérise l'esquisse. » - Yvon Taillandier[25]
- « Le fils de Kikoïne a entendu les conseils paternels : "exprime-toi par tes propres moyens" ; il a passé son adolescence dans l'intimité de Soutine, de Zadkine, des nombreux amis slaves de Kikoïne. Il suggère l'essentiel en quelques touches judicieusement placées : des bleus, des verts, des rouges savamment orchestrés. Pour notre bonheur, Yankel aime se conter  : il a publié un album de souvenirs, de réflexions, d'aventures truculentes, ponctué de nombreux dessins et aquarelles, Le Désespoir du peintre, puis un livre de souvenirs, Pis que peindre, où il manie avec drôlerie et pudeur l'autodérision. » - Gérald Schurr[36]
- « Dans les années cinquante, son art procède de l'expressionnisme, se référant à Gruber, Lorjou, Buffet, Rebeyrolle, avec de solides qualités de matière. Après 1960, il s'éloigne de l'expressionnisme pour atteindre à une plus grande liberté d'invention plastique, dans une sorte d'expressionnisme abstrait... La meilleure part de son œuvre consiste peut-être en ce qu'il peignait directement avec les doigts, à pleins tubes : "J'en vins à retrouver les rythmes simples et essentiels des grandes coulées de toits du village, les sillons, les rides superbes de la nature", participant alors pleinement de certains de ses sujets, en négligeant l'anecdote pour n'en retenir que les rythmes primordiaux, en accord avec l'universel. » - Jacques Busse[27]

## Prix et distinctions
- Prix Neumann 1952[25].
- Prix d'Afrique du Nord, 1953[25].
- 2e Prix de la Jeune Peinture, 1953[22].
- Prix Maurice Pierre, 1953.
- Prix de la Société des amateurs d'art, 1954.

## Collections publiques

### France
- Église romane Sainte Marie-Madeleine de Balazuc, vitraux[37].
- Fondation Jeanne-Matossian, Musée des Beaux-Arts de Chartres[38].
- École nationale supérieure des beaux-arts, Paris, Sans titre, technique mixte collage, encre de Chine et gouache, 1996[39].
- Musée d'art moderne de la ville de Paris, Pigalle la nuit, aquarelle[40] ; Saint-Germain-des-Prés, lithographie[41] ; Port, lithographie[42].
- Musée Sainte-Croix, Poitiers.
- Musée des Augustins de Toulouse.

### Israël
- Musée Helena Rubinstein, Tel Aviv.

### Suisse
- Musée de l'Athénée, Genève.

## Élèves
- Joseph Anouma[43].
- Damase Atsé Aboueu[43].
- Anna Baranek.
- Youssouf Bath.
- Isabelle Béné.
- Frédéric Bonin-Pissarro.
- Pascal Bourgeois-Moine.
- Dominique Collignon.
- Alberto Cont.
- Guy Le Corroller.
- Ernestine Meledge[43].
- Kra N'guessan.
- Corinne Pradier.
- Thibaut de Reimpré[44].
- Jacques Samir Stenka.
- Ouattara Watts[45].
- Laurence Bertrand Dorléac[46]
- Robert Perlin[47]

### Filmographie
- Idriss Diabaté, Yankel, l'Afrique à l'atelier, Dja-com et A.A.P.S.I., 2010 : 1re partie, 14 min (visionner en ligne) ; 2e partie, 14 min (visionner en ligne) ; 3e partie, 14 min (visionner en ligne) ; 4e partie, 14 min (visionner en ligne) ; 5e partie, 10 min (visionner en ligne).
- Isabelle Filleul de Brohy, Yankel, fils du peintre Michel Kikoïne, Fondation Promahj et Musée d'art et d'histoire du judaïsme, Paris, 2012 (visionner en ligne).
- Christian Tran, Le Manège de Yankel, 60 min, prod. Département de l'Ardèche-Artis, 2020.